# Castillo Fukuchiyama
El Castillo Fukuchiyama (福知山城 Fukuchiyama-jō?) es un castillo japonés localizado en Fukuchiyama, prefectura de Kioto, Japón.

## Historia
El castillo Fukuchiyama fue construido y gobernado originalmente por la familia Yokoyama. Después de su caída en 1576, Akechi Mitsuhide reconstruyó en 1579 el castillo desde las bases de acuerdo a la antigua fortificación. en la cima de una colina bajo las órdenes de Oda Nobunaga por los ataques en la zona de Tanba. Luego de la batalla de Sekigahara para 1600 Arima Toyouji se convirtió en señor del castillo. Y lo expandió y fortificó para llegar a lo que hoy se conoce como el castillos de Fukuchiyama. Este fue él se hasta que cambio de manos en 1669. De allí hasta la restauración Meiji, por trece generaciones la familia Kutsuki gobernó Fukuchiyama. El castillo fue destruido en 1872 junto con otros castillos a lo largo de país durante la Restauración Meiji.
En 1986 en tenshu o castillo principal del castillo Fukuchiyama fue reconstruido y funge al día de hoy como museo. El pozo llamado Toyoiwa no I localizado en el castillo es el más profundo de todos los castillos en Japón. El castillo se encuentra encima de una colina a la cual se accede a pie, tiene tres niveles y cuatro pisos, muchos de los muros originales aún se conservan.